# Jessie Newbery

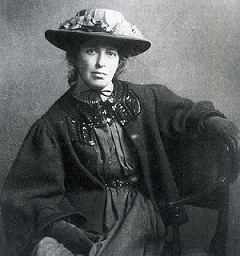
Jessie Newbery, 1900

Jessie Newbery, geborene Jessie Wylie Rowat (* 28. Mai 1864 in Paisley, Renfrewshire; † 27. April 1948 in Corfe Castle, Dorset), war eine schottisch-britische Stickerin, Designerin, Hochschullehrerin und Suffragette. Sie war eine der Künstlerinnen, die als Glasgow Girls bekannt wurden.
Newbery gründete die Abteilung für Stickerei an der Glasgow School of Art, wo sie die Handarbeit als eine Form einzigartiger künstlerischer Gestaltung etablieren konnte. Newbery war mit dem Direktor der Glasgow School of Art, Francis Henry Newbery, verheiratet, mit dem sie zwei Töchter, Elsie and Mary, hatte.

## Leben
Sie wurde als eines von vier Kindern von Margaret Downie Hill und William Rowat, einem Tuchabrikanten und späterer Teeimporteur, der sich für die Bildung von Frauen einsetzte, geboren. Ein Besuch in Italien, als Newbery 18 Jahre alt war, weckte ihr lebenslanges Interesse an Mosaiken, Textilien, Töpferwaren und anderem Kunsthandwerk.
1884 schrieb sie sich als Studentin an der Glasgow School of Art ein. Newbery wurde eine versierte und originelle Stickerin, obwohl Stickerei an der Glasgow School of Art nicht offiziell unterrichtet wurde. Das Renomée von Stickerei wurde durch die Arbeit der vier Begründer der Glasgow School, Charles Rennie Mackintosh, James Herbert McNair, Frances MacDonald McNair und Margaret MacDonald Mackintosh, aufgewertet, die alle Stickereien als Teil ihrer Designentwürfe hatten. 
Newbery gründete 1894 den ersten Handarbeits- und Stickereikurs an der Schule. Newbery fiel durch Stickereidesigns auf, die sich von den Arbeiten der Royal School of Art Needlework deutlich unterschieden. Ihre Arbeiten hatten einen Hauch von Crewelwork (Stickereien mit dicken Wollgarnen) aus dem siebzehnten Jahrhundert, und ihre Entwürfe wiesen florale Formen mit kantigen Stielen und eine starke dekorative Qualität auf. Sie gilt als Erfinderin der eckigen „Glasgow-Rose“, die mit einem Kohlkopf verglichen wurde.  Sie führte auch die neue Glasgow-Schrift in ihre Stickerei-Entwürfe ein.
Die Schülerinnen, die an ihren Stickereikursen teilnahmen, taten dies als zusätzliches Fach oder weil sie hofften, als professionelle Stickerinnen ihren Lebensunterhalt zu verdienen. Um die Jahrhundertwende gab das schottische Bildungsministerium Richtlinien heraus, die das Sticken als einen wichtigen Teil des nationalen Lehrplans vorsahen. Daher besuchten Lehrerinnen im Rahmen ihrer Lehrbefähigung Newberys Kurse. Newbery galt als „enthusiastische Lehrerin und förderte einen ausgeprägten Sinn für Design in den Arbeiten ihrer Schülerinnen“. Sie öffnete die Türen für Studentinnen mit einer großzügigen Aufnahmepolitik und einem reformierten Lehrplan. In ihrem Bestreben, die Stickerei als Kunstform für alle Gesellschaftsschichten und für Männer und Frauen zu fördern, richtete Newbery an der Glasgow School of Art eine Stickereiabteilung und Samstagskurse ein, die von über 100 Frauen besucht wurden.
Bei der Wahl vonFarben und Materialien war Newbery vorsichtig. Sie bevorzugte eine hellere Farbpalette als traditionell üblich und konzentrierte sich auf helle Violett-, Grün-, Blau- und Rosatöne. Sie förderte „die Verwendung ungewöhnlicher Techniken wie das Nadelweben“ und verwendete Zusätze wie Perlen, Bänder und Pappe sowie kontrastierende Säume. Newbery war der Ansicht, dass das Design neben dem Gebrauchswert eine wichtige Rolle bei ihrer Arbeit spielte. Sie vertrat einen egalitären Ansatz: „Ich glaube, dass nichts gewöhnlich oder unrein ist: dass das Design und die Dekoration eines Pfefferstreuers genauso wichtig ist wie die Konzeption einer Kathedrale.“ Sie wurde bekannt für ihren „Materialismus, ihr Engagement für den Sozialismus und ihren Beitrag zur Gemeinschaft“. Die Zeitschrift The Studio lobte ihre innovative Herangehensweise, mit der sie alltägliche Dinge sowohl schön als auch nützlich machen wollte.
Newbery nahm Elemente des aufkommenden Glasgow-Stils in ihre Entwürfe auf und prägte damit den dekorativen Stil der Bewegung. Gemeinsam mit ihrem Mann förderte sie an der Glasgow School of Art eine Reihe neuer Sparten wie Metallarbeiten, Glasarbeiten, Töpferei und Holzschnitzerei. Die Glasgow Boys hatten sich als Pioniere einer Revolte gegen das schottische Kunstestablishment und dessen Einfluss auf die Institutionen erwiesen. In diesem Sinne gründete das Ehepaar Newbery die Glasgow Girls als eine Gruppe, die eine Reihe von Genres umfasste und das Kunsthandwerk mit anderen Kunstwerken gleichstellte.
Sie unterrichtete neben Stickerei auch Kleidungsdesign. Sie war der Meinung, dass Kleidung praktisch sein sollte, und interessierte sich für rationelle Kleidung, war aber auch der Meinung, dass Kleidung schön sein sollte. Diese Herangehensweise an Frauenkleidung galt als „avantgardistisch“ und „radikal“. Newbery experimentierte bei ihrer eigenen Kleidung zunächst mit einem Rückgriff auf Renaissance-Elemente und wählte oft lockerere Schnitte, Materialien wie Seidensamt und leichte Wolle, die sie selbst bestickte. Außerdem gab sie von 1896 bis 1898 Unterricht in Mosaik, von 1895 bis 1899 in Email und 1899 auch in Buchschmuck.

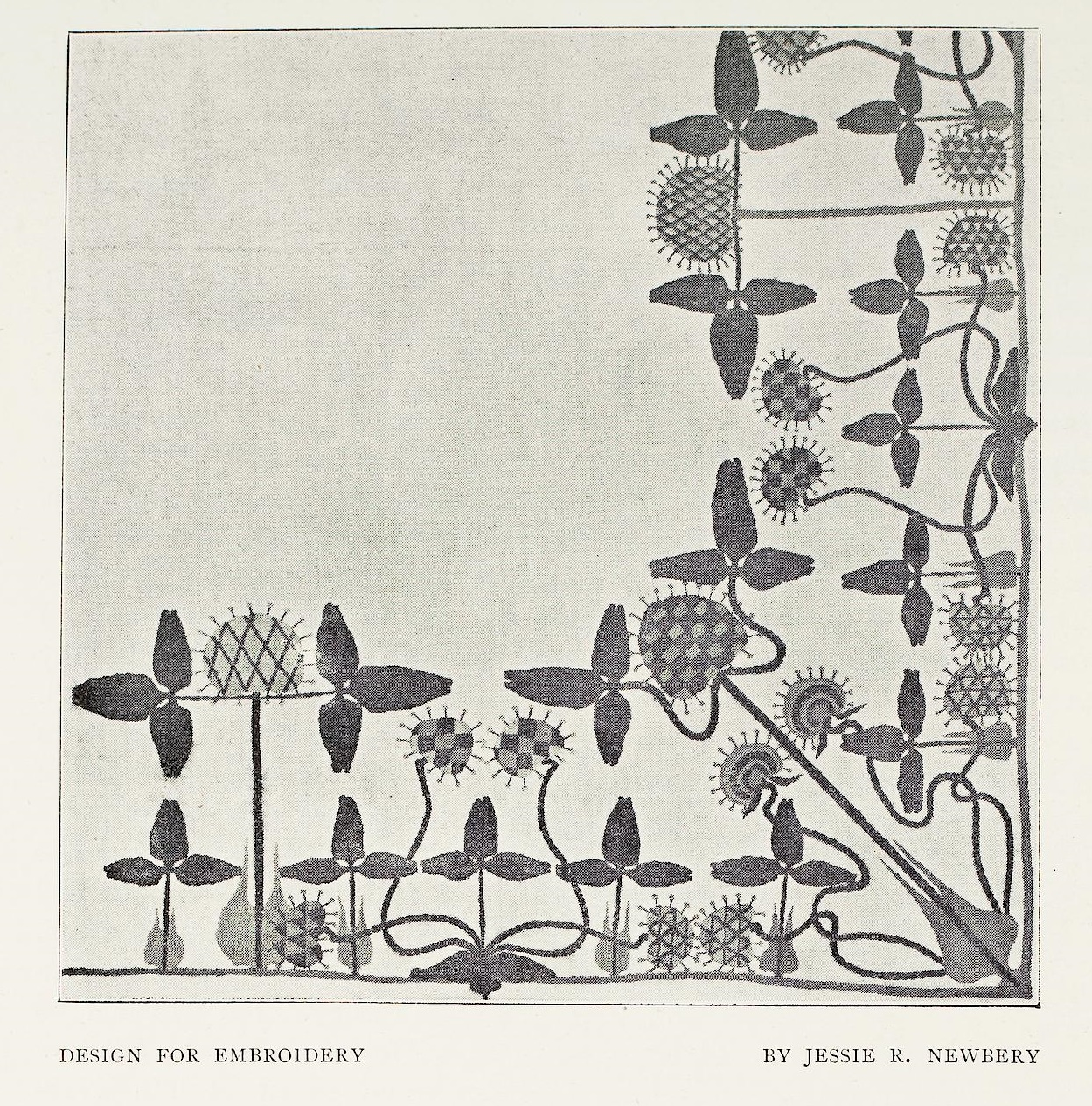
Stickerei-Design, The Studio Vol. 12 (1898).
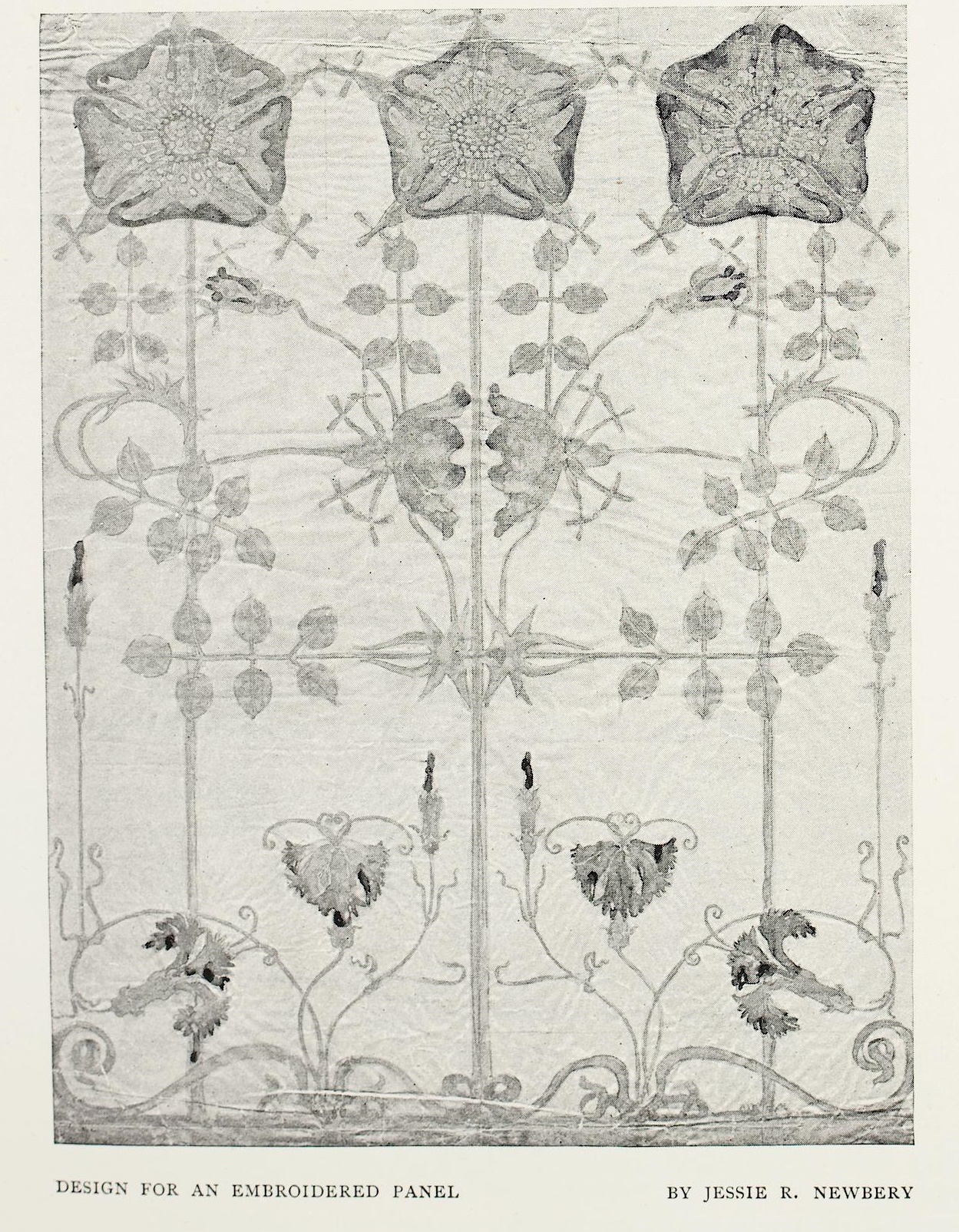
Stickerei-Design, The Studio Vol. 12 (1898).
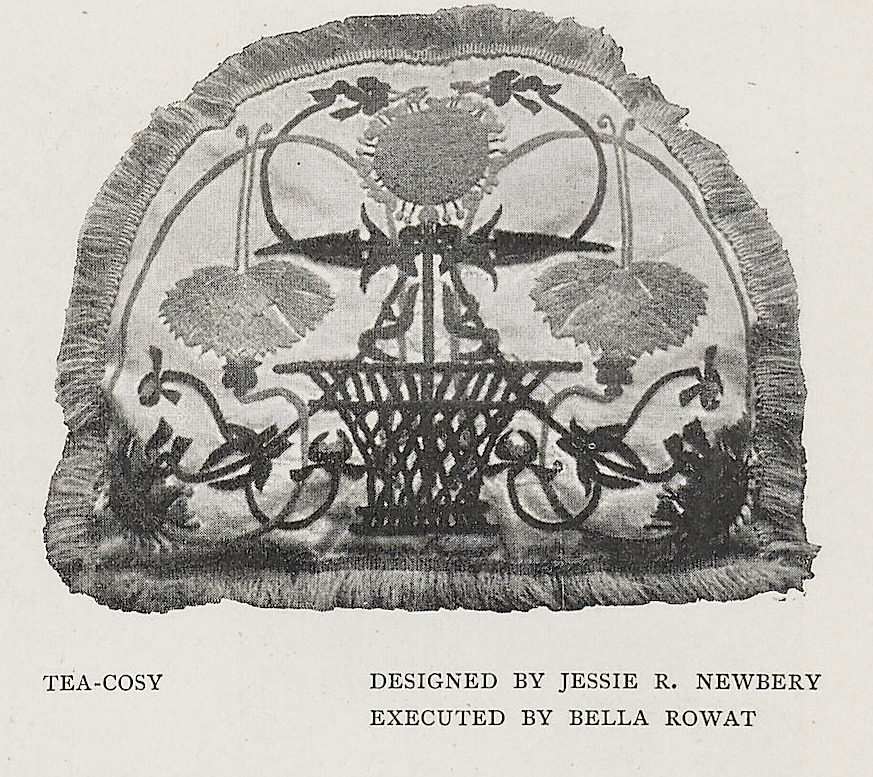
Teewärmer, The Studio Vol. 15 (1899).
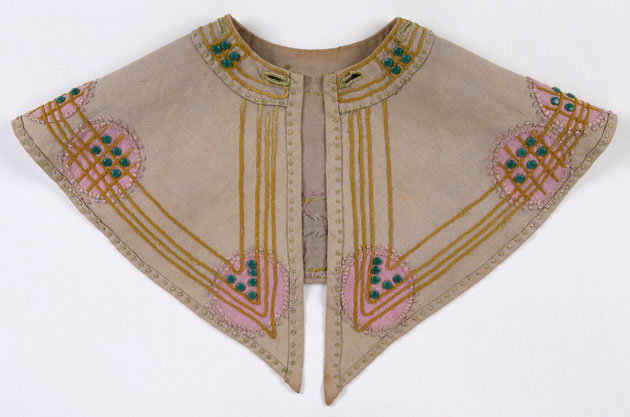
Bestickter Kragen, (1900).
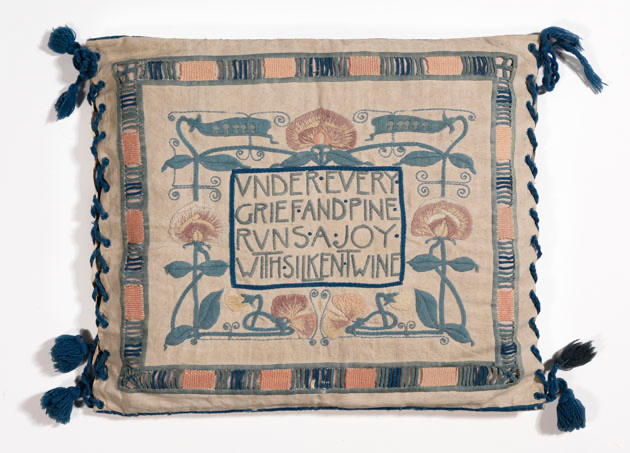
Kissenbezug mit Inschrift Under every Grief and pine runs a joy with silken twine (1900).
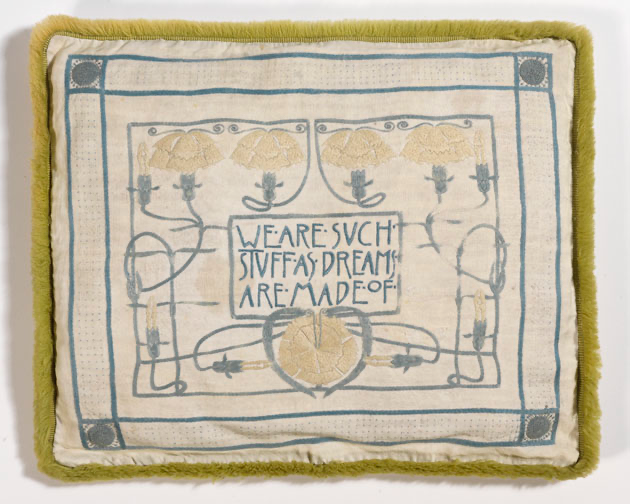
Kissenbezug mit Inschrift We are such things as dreams are made of (1900).
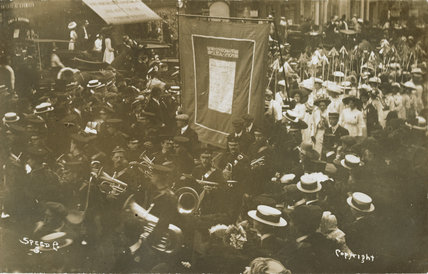
WSPU Holloway Prisoners Banner (mit gestickten Unterschriften von inhaftierten Suffragetten), Demonstration „From Prison to Citizenship“, Juni 1910.

Nach einer Krankheit trat Newbery 1908 als Leiterin der Stickereiabteilung an der Glasgow School of Art zurück und wurde von Ann Macbeth abgelöst, einer ehemaligen Studentin, die seit 1901 ihre Assistentin gewesen war.
Newbery schuf weiterhin eigene Arbeiten und zeigte ihre Stickereien in Ausstellungen, unter anderem im Louvre in Paris. 1911 beteiligte sie sich an der Planung der Scottish Exhibition of National History, Art and Industry und gehörte dem Ausschuss für die Sektion „Dekorative und Schöne Künste“ an. 1911 beteiligte sie sich an den Planungen für die Scottish Exhibition of National History, Art and Industry und saß im Ausschuss der Abteilung für Decorative and Fine Arts.
Newbery war ein aktives Mitglied der Glasgow Society of Lady Artists, die sich um gleichwertige Anerkennung von Frauen in der Kunst bemühte. Sie sponserte nicht nur die Mitgliedschaft vieler Freunde und Studenten, sondern stellte auch Ausstellungs- und Atelierräume für Künstlerinnen zur Verfügung. Sie setzte sich dafür ein, dass Frauen einen größeren Platz in der Gesellschaft bekamen, und war aktives Mitglied der Suffragetten-Organisation Women’s Social and Political Union (WSPU). 1910 organisierte sie einen „Arts and Curios“-Stand auf dem Grand Suffrage Bazaar in den St Andrews Halls. Zusammen mit Ann Macbeth half sie bei der Herstellung der „Suffragettenbanner“, darunter eines mit gestickten Unterschriften von 80 im Holloway Prison zwangsernährten Siffragetten, das bei einer Großdemonstration in London mitgeführt wurde.
Newbery starb 1948 in Corfe Castle in Dorset, wohin sie und ihr Mann sich 1918 nach ihrer Pensionierung gezogen waren, um dort zu leben.